# Sjef van Run
Jozephus Johannes Antonius Franciscus van Run, appelé plus couramment Sjef van Run (né le 12 janvier 1904 à Bois-le-Duc et mort le 17 décembre 1973 à Eindhoven) est un footballeur international néerlandais.

## Biographie

### Club
Durant sa carrière de club, Van Run n'a connu qu'un seul club, une des plus grandes équipes du championnat néerlandais, à savoir le PSV Eindhoven.

### International
Au niveau international, il participe avec l'équipe des Pays-Bas de football aux jeux olympiques de 1928, mais ne joue pas de match. Son premier match officiel est contre la Belgique le 29 mars 1931.
Il est ensuite sélectionné par l'entraîneur anglais Bob Glendenning pour participer à la coupe du monde 1934 en Italie.

## Palmarès
- Championnat des Pays-Bas (2) :
  - 1928/29, 1934/35
- Championnat de région (9) :
  - 1929, 1931, 1932, 1933, 1935, 1937, 1938, 1941